# POL-MOT TUR
POL-MOT TUR S.A. – były producent maszyn rolniczych z siedzibą w Biedaszkach Małych.
Był krajowym liderem w produkcji ładowaczy czołowych TUR. Obecnie fabryka w Biedaszkach Małych jest oddziałem firmy Ursus S.A.

## Historia
- 1953 r. – powstanie Kętrzyńskiego Przedsiębiorstwa Mechanizacji Rolnictwa w Biedaszkach Małych[1].
- 1954 r. – powstanie Państwowego Ośrodka Maszynowego w Mrągowie (POM Mrągowo).
- W latach 80. POM Mrągowo rozpoczął prowadzenie działalności produkcyjnej - części zamiennych dla ZM "Ursus", WFMR "Warfama" oraz WZMB "Waryński". W II połowie lat 80. rozpoczął produkcję ładowaczy czołowych TUR-5.[2]
- 1997 r. – powstaje spółka akcyjna "POL-MOT Mrągowo", która rok później przejmuje majątek zlikwidowanego Państwowego Ośrodka Maszynowego w Mrągowie od Skarbu Państwa[1].
- 01.07.1999 r. – spółka zakupiła majątek produkcyjny Kętrzyńskiego Przedsiębiorstwa Mechanizacji Rolnictwa Sp. z o.o. (KPMR Sp. z o.o.) w Biedaszkach Małych oraz przejęła załogę wraz z prawem do produkcji i sprzedaży wyrobów-maszyn rolniczych.
- 19.11.1999 r. – przeniesiono siedzibę spółki z Mrągowa ul. Przemysłowa 11 do Biedaszek Małych
- 01.08.2003 r. – spółka zmieniła nazwę na POL-MOT TUR SA.
- 2006 r. – fuzja Pol-Mot Warfama S.A. Dobre Miasto z Pol-Mot TUR S.A. w Biedaszkach Małych.